# Han Nyeohaksaengeui Ilgi
Han Nyeohaksaengeui Ilgi (Chosŏn'gŭl: 한 녀학생의 일기; hancha: 한 女學生의 日記; MR: Han Nyŏhaksaengŭi Ilgi) é um filme norte-coreano do género drama, realizado por Jang In-hak, escrito por An Jun-bo e protagonizado por Pak Mi-hyang. Estreou-se no Festival Internacional de Cinema de Pionguiangue em 2006. Também foi exibido em França a 26 de setembro de 2007, tornando-se o primeiro filme norte-coreano a ser exibido nos países ocidentais.

## Sinopse
Tal como o resto da sua família, Su-ryeon, uma estudante, raramente vê seu pai. Este último, um cientista que vive absorto em suas atividades de investigação, trabalha no outro extremo do país. Esta situação leva tensão à família e influencia Su-ryeon. No limiar da vida universitária, é a hora dela fazer sua escolha, que irá determinar sua vida.

## Elenco
- Pak Mi-hyang como Su-ryeon
- Kim Cheol como San-myeong
- Kim Yeong-suk como Jeong Ran
- Kim Jin-mi como Su-ok
- Kim Myeong-woon
- Shin Hak-myeong
- Kim Jeong-mi